# Cap de Campmaior
El Cap de Campmaior és una muntanya de 2.044,9 metres d'altitud que es troba en el punt de trobada dels termes municipals de Llavorsí, la Guingueta d'Àneu (antic terme d'Escaló) i Rialb (antic municipi de Surp), a la comarca del Pallars Sobirà. Podem trobar al cim el vèrtex geodèsic 264072001.
És el punt culminant de la muntanya d'Escart.